# دعيج بن سلمان بن أحمد آل خليفة
الشيخ دعيج بن سلمان بن أحمد آل خليفة (مواليد 1953) عسكري بحريني سابق ، النائب الثاني لرئيس المجلس الأعلى للشباب والرياضة منذ 11 يونيو 2023. 

## السيرة الذاتية
ولد في مدينة المحرق في عام 1953.
حصل على دبلوم علوم عسكرية وماجستير في العلوم العسكرية ودورات الاختصاص للقوات الخاصة والصاعقة والمظليين ودورات في مكافحة الإرهاب.
تسلم مهمة قيادة القوات الخاصة بقوة دفاع البحرين منذ عام 1988 بعد تدريبه على تسلم المناصب القيادية.
في 29 يناير 2001 صدر أمر أميري بترقيته من رتبة عقيد ركن إلى عميد ركن إعتباراً من 5 فبراير 2001. 
وفي 5 فبراير 2005 صدر أمر ملكي بترقيته من رتبة عميد ركن إلى رتبة لواء ركن وتعينه رئيساً لهيئة الأركان بقوة دفاع البحرين وشغل المنصب حتى 28 ديسمبر 2014. 
وفي 5 فبراير 2014 صدر أمر ملكي بترقيته من رتبة لواء ركن إلى رتبة فريق ركن. 
وفي 28 ديسمبر 2014 صدر أمر ملكي بتعينه أميناً عاماً لمجلس الدفاع الأعلى وشغل المنصب حتى 28 يونيو 2020.
وفي 28 يونيو 2020 صدر أمر ملكي بتعينه نائباً لرئيس المجلس الأعلى للشباب والرياضة. 
وفي 11 يونيو 2023 صدر أمر ملكي بإعادة تشكيل المجلس الأعلى للشباب والرياضة حيث عُين نائباً ثانياً لرئيس المجلس الأعلى للشباب والرياضة. 

## الأوسمة والأنواط
- وسام الشيخ عيسى.
- وسام البحرين من الدرجة الثانية.
- وسام البحرين من الدرجة الثالثة.
- وسام الخدمة العسكري من الدرجة الأولى.
- وسام الواجب العسكري.
- وسام تحرير دولة الكويت.
- نوط تحرير الكويت.
- وسام حوار من الدرجة الأولى.

## الأسرة
أنجب دعيج ابنان وأربع بنات:
1. خالد.
2. أحمد.
3. نوف.
4. لولوة.
5. نيلة.
6. مي.